# Rosanna Filippin
Rosanna Filippin (Bassano del Grappa, 8 febbraio 1962) è una politica italiana, senatrice della Repubblica dal 2013 al 2018 per il Partito Democratico e dal 2024 deputata della Repubblica.

## Biografia
Prima di cinque fratelli, per anni animatrice di Azione Cattolica, si è laureata in giurisprudenza all'Università degli Studi di Padova, specializzandosi in responsabilità civile e diritto di famiglia e divenendo avvocato civilista.
Iscritta alla Democrazia Cristiana, nel 1994 aderisce al Partito Popolare Italiano (PPI) di Mino Martinazzoli, che poi nel 2002 confluisce ne La Margherita di Francesco Rutelli.
Tra il 1995 e il 1999 è stata consigliera comunale di Bassano del Grappa e poi capogruppo del PPI. In seguito abbandona momentaneamente l'impegno politico diretto per dedicarsi alla professione e fondare, con due colleghi, uno studio legale.
Nel 2007 aderisce al neonato Partito Democratico (PD), venendo eletta come la prima segretaria provinciale di Vicenza. All'interno del PD fece parte della corrente dei Lettiani guidata da Enrico Letta.
Nel 2009, con l'elezione di Stefano Cimatti a sindaco di Bassano del Grappa, viene nominata assessore all'urbanistica nella sua giunta comunale. Durante il suo mandato si è impegnata a ridurre la cubatura edificabile anziché aggiungerne di nuova.
Alle elezioni primarie del PD nel 2009 sostiene la mozione di Pier Luigi Bersani, ex ministro dello sviluppo economico nel secondo governo Prodi (che risulterà vincente con il 53% dei voti), candidandosi quale espressione locale della "mozione Bersani" alla segreteria del PD Veneto, venendo eletta il 9 novembre 2009 segretaria regionale del PD nel Veneto, prevalendo sui candidati Andrea Causin e Felice Casson, aderenti rispettivamente alla "mozione Franceschini" e alla "mozione Marino". In quell'anno è stata, insieme a Debora Serracchiani, la prima (e unica) donna a ricoprire quest'incarico e, durante il suo mandato, si è impegnata a favorire il radicamento territoriale del PD in tutta la Regione, visitando di persona tutti i circoli e preparando le sfide amministrative che in tante occasioni ha premiato il centro-sinistra.
Alle elezioni politiche del 2013 viene candidata al Senato della Repubblica, tra le liste del Partito Democratico nella circoscrizione Veneto in quarta posizione, risultando eletta senatrice. Nella XVII legislatura della Repubblica è stata componente della 2ª Commissione Giustizia, della Giunta delle elezioni e delle immunità parlamentari, della Comitato parlamentare per i procedimenti di accusa, della Commissione parlamentare per l'infanzia e l'adolescenza e vicepresidente del Consiglio di garanzia.
Alle elezioni politiche del 2018 viene candidata alla Camera dei deputati nel collegio uninominale Veneto 2 - 06 (Bassano Del Grappa), sostenuta dalla coalizione di centro-sinistra in quota PD, ottenendo il 18,41% dei voti e venendo sconfitta dal candidato del centro-destra, in quota Lega, Germano Racchella (52,39%) e superata da quello del Movimento 5 Stelle Sabrina Fanton (22,85%).
Alle elezioni politiche anticipate del 2022 viene ricandidata alla Camera, tra le liste del Partito Democratico - Italia Democratica e Progressista nel collegio plurinominale Veneto 2 - 02 in seconda posizione, risultando tuttavia la prima dei non eletti. Entra in Parlamento il 20 dicembre 2024, subentrando al dimissionario Enrico Letta.
Alle elezioni comunali nel Veneto del 2024 si candida al consiglio comunale di Bassano del Grappa, nelle liste del PD a sostegno del candidato sindaco di centro-sinistra Roberto Campagnolo, venendo eletta consigliera comunale.